# Wesley Sena
Wesley Alexandre Sena da Silva (Campinas, 2 maggio 1996) è un cestista brasiliano.

## Palmarès
- Liga Sudamericana: 1

Bauru: 2014
- FIBA Americas League: 1

Bauru: 2015